# Still Breathing (Samanta Tīna)
Still Breathing è un singolo della cantante lettone Samanta Tīna, pubblicato il 28 novembre 2019 su etichetta discografica ONErpm. 
Scritto dalla stessa cantante con Aminata Savadogo e prodotto da Jānis Zvirgzdiņš e Arnis Račisnkis il brano ha vinto Supernova 2020, guadagnando il diritto a rappresentare la Lettonia all'Eurovision Song Contest 2020 a Rotterdam, nei Paesi Bassi.

## Tracce
1. Still Breathing – 3:06